# Sepahua
Sepahua es una localidad peruana ubicada en la región Ucayali, provincia de Atalaya, distrito de Sepahua. Es asimismo capital del distrito de Sepahua. Se encuentra a una altitud de 280 m s. n. m. Tenía una población de 3712 habitantes en 2017.
Fue fundada en 1948 por los PP. Dominicos en la desembocadura del río Sepahua en el Urubamba. Ha experimentado un crecimiento poblacional desde sus inicios como una pequeña iglesia y escuela hasta convertirse en una localidad de cuatro mil habitantes. Es un ejemplo notable de diversidad cultural albergando a personas de seis etnias diferentes: yines, matsiguengas, amahuacas, ashaninkas, yaminahuas y sharanahuas, junto con aquellos que han llegado de otras regiones de Perú.
El 1 de junio de 1982 se crea el distrito de Sepahua.

## Transporte
Cuenta con el Aeródromo de Sepahua.

## Sanidad
Debido a que es la población central del Bajo Urubamba y Alto Ucayali, Sepahua es el punto de confluencia de los habitantes de la zona en recibir cuidados médicos. Para ello cuenta con un hospital que atiende los problemas de salud comunes. En los casos de urgencias médicas graves deben ser evacuados a Pucallpa y Lima.

## Educación
Es una comunidad multiétnica que cuenta con habitantes de varios grupos étnicos: piros, Amahuaca, Campas y Machiguenga. Dispone de escuela primaria, escuela técnica, y de educación secundaria, con aserradero y hospital. Existen dos internados, uno para varones y otro para mujeres, gestionados por los misioneros dominicos y financiado por el Secretariado de Misiones Dominicanas.

## Lugares de interés
- Cerro Mirador de los Coto.[3]
- Río Sepahua
- Puente de piedra
- Quebrada cumarillo
- Catarata doncella de katajiru

## Clima
| Parámetros climáticos promedio de Sepahua | Parámetros climáticos promedio de Sepahua | Parámetros climáticos promedio de Sepahua | Parámetros climáticos promedio de Sepahua | Parámetros climáticos promedio de Sepahua | Parámetros climáticos promedio de Sepahua | Parámetros climáticos promedio de Sepahua | Parámetros climáticos promedio de Sepahua | Parámetros climáticos promedio de Sepahua | Parámetros climáticos promedio de Sepahua | Parámetros climáticos promedio de Sepahua | Parámetros climáticos promedio de Sepahua | Parámetros climáticos promedio de Sepahua | Parámetros climáticos promedio de Sepahua |
| Mes                                       | Ene.                                      | Feb.                                      | Mar.                                      | Abr.                                      | May.                                      | Jun.                                      | Jul.                                      | Ago.                                      | Sep.                                      | Oct.                                      | Nov.                                      | Dic.                                      | Anual                                     |
| ----------------------------------------- | ----------------------------------------- | ----------------------------------------- | ----------------------------------------- | ----------------------------------------- | ----------------------------------------- | ----------------------------------------- | ----------------------------------------- | ----------------------------------------- | ----------------------------------------- | ----------------------------------------- | ----------------------------------------- | ----------------------------------------- | ----------------------------------------- |
| Temp. máx. media (°C)                     | 31.4                                      | 30.8                                      | 31.3                                      | 32.2                                      | 31.5                                      | 31.5                                      | 31.5                                      | 32.9                                      | 32.3                                      | 32.8                                      | 32.1                                      | 31.3                                      | 31.8                                      |
| Temp. media (°C)                          | 26.3                                      | 25.9                                      | 26.1                                      | 26.5                                      | 25.9                                      | 25                                        | 24.9                                      | 26.1                                      | 26                                        | 26.9                                      | 26.6                                      | 26.1                                      | 26                                        |
| Temp. mín. media (°C)                     | 21.2                                      | 21.1                                      | 20.9                                      | 20.8                                      | 19.8                                      | 18.6                                      | 18.4                                      | 19.3                                      | 19.7                                      | 21                                        | 21.1                                      | 20.9                                      | 20.2                                      |
| Fuente: climate-data.org                  |                                           |                                           |                                           |                                           |                                           |                                           |                                           |                                           |                                           |                                           |                                           |                                           |                                           |